# 유카 라이탈라
유카 라이탈라(핀란드어: Jukka Raitala, 1988년 9월 15일 ~ )는 핀란드의 프로 축구 선수로, 베이카우스리가 클럽 그니스탄에서 뛰고 있다. 그는 보통 클럽 팀과 핀란드 축구팀 모두에서 레프트백으로 활약하지만 라이트백 또는 센터백으로도 활동할 수 있다. 라이탈라는 핀란드 케라바에서 태어나 현지 유소년 팀에서 뛰다가 HJK 헬싱키HJK의 유소년 팀으로 이적했다.

## 구단 경력

### HJK
2007년, 그는 핀란드 U-18 국가대표팀에 처음 출전했고 그 이후로 주전 11인방의 주전 선수로 활약했다. 핀란드 U-21 국가대표팀과 HJK 헬싱키HJK에서의 성공으로 그는 핀란드에서 이적 대상이 되었다. 라이탈라는 오랫동안 HJK와의 새 계약 체결을 거부했지만, 클럽이 그를 선수단에서 제외하자 2011년 시즌이 끝날 때까지 헬싱키에 머물게 하는 새로운 계약을 체결하기로 결정했다.
2008년, SpVgg 그로이터 퓌르트는 헬싱키에서 그를 스카우트했다. 2008년 10월, 핀란드 스포츠 매거진 IS 베이카야는 AEK 아테네, 아약스, TSG 호펜하임도 그를 스카우트하고 있다고 보도했다. 그리스 데이 뉴스에서 라이탈라는 AEK로의 이적에 관심이 있으며 AEK의 페르파림 헤테마즈와 친구 사이라고 밝혔다.
11월, 웨스트브로미치 앨비언은 HJK와의 예비 협상 끝에 그를 테스트 기간에 초대했다. 라이탈라는 이 출장을 떠난 적이 없으며 이사를 통해 출전 시간을 걸고 싶지 않다고 말했다. 그는 2009년 UEFA U-21 축구 선수권 대회에서의 입지를 보장받기를 원다.

### TSG 호펜하임
8월 31일, HJK는 라이탈라가 TSG 호펜하임과 15만 유로의 한 시즌 임대 계약을 맺고 임대 후 그를 영입할 수 있는 옵션을 제공한다고 발표했다. 2010년 3월 15일, 라이탈라는 베르더 브레멘과의 경기에서 라이트백으로 활약하며 호펜하임 소속으로 분데스리가 데뷔 전을 치렀다. 2010년 4월 1일, TSG 호펜하임은 호펜하임과 4년 25만 유로의 추가 이적료로 계약했다.
2010년 8월 31일, 그는 2. 분데스리가의 SC 파더보른으로 한 시즌 동안 임대되어 총 29번의 리그 경기에 출전했다.

### 오사수나
2011년 7월 28일, 그는 스페인 라리가의 오사수나로 다시 임대되었고, 이번 시즌 스페인 선수들은 시즌 종료 후 그를 125만 유로에 영입할 수 있는 옵션을 갖게 되었다. 2011년 8월 28일, 라이탈라는 아틀레티코 마드리드와의 경기에서 라이트백으로 활약하며 오사수나 소속으로 라리가 데뷔 전을 치렀다. 리그 첫 5경기 동안 선발로 출전했지만, 이후 현지 유망주 에네코 사트루스테기와 주전 경쟁을 벌이고 있다.

### SC 헤이렌베인
2012년 6월 6일, 라이탈라는 네덜란드 에레디비시 클럽 SC 헤이렌베인과 8만 유로의 이적료에 4년 계약을 체결했다. 2015년 2월 2일, 그는 출전 시간이 촉박해지자 계약이 해지되었다.

## 국가대표팀 경력
라이탈라가 20살이었을 때인 2009년 2월 4일, 도쿄에서 열린 일본과의 친선 경기에서 스튜어트 백스터가 교체 투입되면서 핀란드 국가대표팀에 데뷔했다. 2011년 6월 3일에는 믹수 파텔라이넨이 세라발레에서 열린 산마리노와의 경기에 선발 라인업으로 발탁되면서 첫 UEFA 유럽 축구 선수권 대회 예선 경기를 치렀다. 2011년 여름에는 핀란드 국가대표팀의 주전으로 자리 잡았다.
또한 2009년에는 핀란드 U-21 축구 선수권 대회 최종 예선을 통과한 핀란드 U-21 국가대표팀의 단골 선수이기도 했다.
이후 그는 핀란드 최초의 공식 국제 대회인 UEFA 유로 2020에 참가하기 위해 마르쿠 카네르바가 선정한 26명의 선수 중 한 명이었다. 2021년 6월 12일, 그는 핀란드 최초의 UEFA 유로 2020 경기 개최국이었다. 이 경기는 안타깝게도 크리스티안 에릭센의 심부전으로 유명하다. 라이탈라는 러시아 (0-1 패배), 벨기에 (0-2 패배), 덴마크 (0-1 승리)와의 토너먼트 총 경기에 출전했다. 핀란드는 조별 리그에서 탈락했다.